# Акбарабад-е Кушчі
Акбарабад-е Кушчі (перс. اكبرابادقوشچي) — село в Ірані, у дегестані Ак-Кагріз, у бахші Новбаран, шахрестані Саве остану Марказі. За даними перепису 2006 року, його населення становило 52 особи, що проживали у складі 11 сімей.

## Клімат
Середня річна температура становить 14,04 °C, середня максимальна – 32,86 °C, а середня мінімальна – -8,79 °C. Середня річна кількість опадів – 256 мм.
| Клімат поселення                              | Клімат поселення | Клімат поселення | Клімат поселення | Клімат поселення | Клімат поселення | Клімат поселення | Клімат поселення | Клімат поселення | Клімат поселення | Клімат поселення | Клімат поселення | Клімат поселення | Клімат поселення |
| Показник                                      | Січ.             | Лют.             | Бер.             | Квіт.            | Трав.            | Черв.            | Лип.             | Серп.            | Вер.             | Жовт.            | Лист.            | Груд.            |                  |
| Середній максимум, °C                         | 9,06             | 10,85            | 16,40            | 23,11            | 27,79            | 32,30            | 32,86            | 31,61            | 27,87            | 22,48            | 15,87            | 9,34             |                  |
| Середня температура, °C                       | 0,14             | 1,94             | 7,47             | 14,18            | 18,86            | 23,37            | 26,62            | 25,38            | 21,61            | 16,24            | 9,61             | 3,08             |                  |
| Середній мінімум, °C                          | −8,79            | −7               | −1,46            | 5,27             | 9,94             | 14,45            | 20,37            | 19,14            | 15,36            | 9,99             | 3,38             | −3,16            |                  |
| Норма опадів, мм                              | 35               | 34               | 47               | 35               | 27               | 4                | 1                | 1                | 0                | 12               | 23               | 37               |                  |
| Середньомісячна швидкість вітру, м/с          | 1.39             | 2.06             | 3.02             | 3.26             | 2.78             | 2.68             | 2.81             | 2.64             | 2.35             | 2.25             | 1.92             | 1.37             |                  |
| Середньомісячна сонячна радіація, кДж/м²·день | 8946             | 11920            | 14332            | 17939            | 22054            | 26359            | 25884            | 23573            | 20121            | 14722            | 10727            | 8698             |                  |
| --------------------------------------------- | ---------------- | ---------------- | ---------------- | ---------------- | ---------------- | ---------------- | ---------------- | ---------------- | ---------------- | ---------------- | ---------------- | ---------------- | ---------------- |
| Джерело:                                      |                  |                  |                  |                  |                  |                  |                  |                  |                  |                  |                  |                  |                  |